# Endor (planeta)
Endor (též nazývaný jako Lesnatý měsíc Endoru) je fiktivní měsíc z šesté a deváté epizody Star Wars. Jedná se o malý zalesněný měsíc obíhající okolo plynného obra stejného jména. Tento svět je domovem primitivní rasy zvané Ewoci. Ti tvoří kmenová společenství, ale není znám žádný ucelený stát. Svá obydlí staví na hojně se vyskytujících jehličnanech. Nemají žádnou stálou armádu, v případě ohrožení se do boje zapojí všichni. Zbraně které používají se v galaxii označují za primitivní, opak je však pravdou, o čemž se přesvědčilo Galaktické Impérium v legendární Bitvě o Endor.
Endor se poprvé objevil ve filmu Star Wars: Epizoda VI – Návrat Jediů, kde sehrál klíčovou roli při porážce Impéria. Objevuje se i v řadě knih s tematikou Star Wars.